# Juan Perinetti
Juan Nelusco Perinetti (Remedios de Escalada, provincia de Buenos Aires, Argentina; 10 de octubre de 1891- ibidem; 31 de julio de 1957) fue un futbolista y dirigente deportivo argentino que se desempeñaba como extremo izquierdo. Es considerado una leyenda en las instituciones Racing Club y Talleres de Remedios de Escalada.
Fue uno de los fundadores del Talleres de Remedios de Escalada el 1 de junio de 1906. Más tarde, fue presidente del club (1932-1934 y 1943); durante su último mandato, supervisó la construcción de la piscina olímpica del club, la cual posteriormente fue nombrada en su honor.
Es hermano de otro de los fundadores del club «Albirrojo», Raúl Perinetti, y del futbolista Natalio Perinetti, quien desempeñó gran parte de su carrera en Racing Club.
Hábil en el dribbling, dotado de una técnica refinada y gran rapidez, Perinetti fue uno de los principales exponentes en su posición en la Argentina durante la década de 1910.

## Trayectoria
Fue parte de los primeros equipos de Talleres, junto a su hermano Raúl, quien también fue uno de los fundadores del club. Llegó a ser capitán de dicho club, donde permaneció hasta 1907.
En 1908 pasó al Racing Club de Avellaneda, donde se convirtió rápidamente en titular, mostrando una buena conexión con Alberto Ohaco y destacándose como uno de los mejores jugadores del equipo. Allí fue apodado «el Llorón» porque lloraba cuando su equipo sufría una derrota. Permaneció en la  «Academia» hasta 1920, ganando un total de 19 trofeos, incluyendo 7 campeonatos.
En 1925 jugó en segunda división con Talleres, su antiguo club, contribuyendo al ascenso a primera división el 22 de noviembre de 1925 en el estadio Gasómetro. Jugó su último el 18 de abril de 1926 contra Lanús, y se retiró del fútbol.

## Selección nacional
Debutó en la selección nacional el 18 de julio de 1915 en Montevideo contra Uruguay, jugando el Gran Premio de Honor Uruguayo.
Fue convocado para el Campeonato Sudamericano de 1916 y debutó el 6 de julio contra Chile en Buenos Aires. Reemplazado por Bincaz en el partido contra Brasil, regresó contra Uruguay el 17 de julio.
Concluyó el año 1916 jugando la Copa Lipton, el Gran Premio de Honor Uruguayo y el Trofeo Circular entre agosto y octubre.
En 1917 fue alineado por primera vez el 18 de julio contra Uruguay; después de otro partido con la selección uruguaya el 15 de agosto, volvió a jugar el Campeonato Sudamericano de Fútbol. Jugó como titular los 3 partidos del torneo, siempre como extremo izquierdo. Lo mismo sucedió en el certamen de  1919.

## Palmarés

### Campeonatos nacionales
| Título              | Club          | País      | Año  |
| ------------------- | ------------- | --------- | ---- |
| Copa de Honor       | Racing Club   | Argentina | 1912 |
| Primera División    | Racing Club   | Argentina | 1913 |
| Copa de Honor       | Racing Club   | Argentina | 1913 |
| Copa Ibarguren      | Racing Club   | Argentina | 1913 |
| Primera División    | Racing Club   | Argentina | 1914 |
| Copa Ibarguren      | Racing Club   | Argentina | 1914 |
| Primera División    | Racing Club   | Argentina | 1915 |
| Copa de Honor       | Racing Club   | Argentina | 1915 |
| Primera División    | Racing Club   | Argentina | 1916 |
| Copa Ibarguren      | Racing Club   | Argentina | 1916 |
| Primera División    | Racing Club   | Argentina | 1917 |
| Copa de Honor       | Racing Club   | Argentina | 1917 |
| Copa Ibarguren      | Racing Club   | Argentina | 1917 |
| Primera División    | Racing Club   | Argentina | 1918 |
| Copa Ibarguren      | Racing Club   | Argentina | 1918 |
| Primera División    | Racing Club   | Argentina | 1919 |
| División Intermedia | Talleres (RE) | Argentina | 1925 |

### Campeonatos internacionales
| Título                  | Club        | País      | Año  |
| ----------------------- | ----------- | --------- | ---- |
| Copa de Honor Cousenier | Racing Club | Argentina | 1913 |
| Copa Aldao              | Racing Club | Argentina | 1917 |
| Copa Aldao              | Racing Club | Argentina | 1918 |